# 三重県道145号天花寺一志嬉野インター線
三重県道145号天花寺一志嬉野インター線（みえけんどう145ごう てんげいじいちしうれしのインターせん）は、三重県松阪市から津市を経由して、松阪市に至る一般県道である。

## 概要
松阪市嬉野天花寺町から津市を経由して、松阪市嬉野一志町に至る。

### 路線データ
- 起点：松阪市嬉野天花寺町（字中谷1009番[1]：天花寺町交差点、三重県道58号松阪一志線交点）
- 終点：松阪市嬉野一志町（字北広970番1[1]：伊勢自動車道 一志嬉野IC）
- 総延長：1,378 m

## 路線状況

### 重複区間
- 三重県道67号一志嬉野線（津市一志町小山）

## 地理

### 通過する自治体
- 三重県
  - 松阪市 - 津市 - 松阪市

### 交差する道路
| 交差する道路                        | 市町村名 | 交差する場所 | 交差する場所           |
| ----------------------------------- | -------- | ------------ | ---------------------- |
| 三重県道58号松阪一志線              | 松阪市   | 嬉野天花寺町 | 天花寺町交差点 / 起点  |
| 三重県道67号一志嬉野線 重複区間起点 | 津市     | 一志町小山   |                        |
| 三重県道67号一志嬉野線 重複区間終点 | 津市     | 一志町小山   |                        |
| E23 伊勢自動車道                    | 松阪市   | 嬉野一志町   | 37-1 一志嬉野IC / 終点 |

### 沿線
- 天花寺工業団地

タカノフーズや、ニプロファーマなどが進出。